# Castelo Collairnie

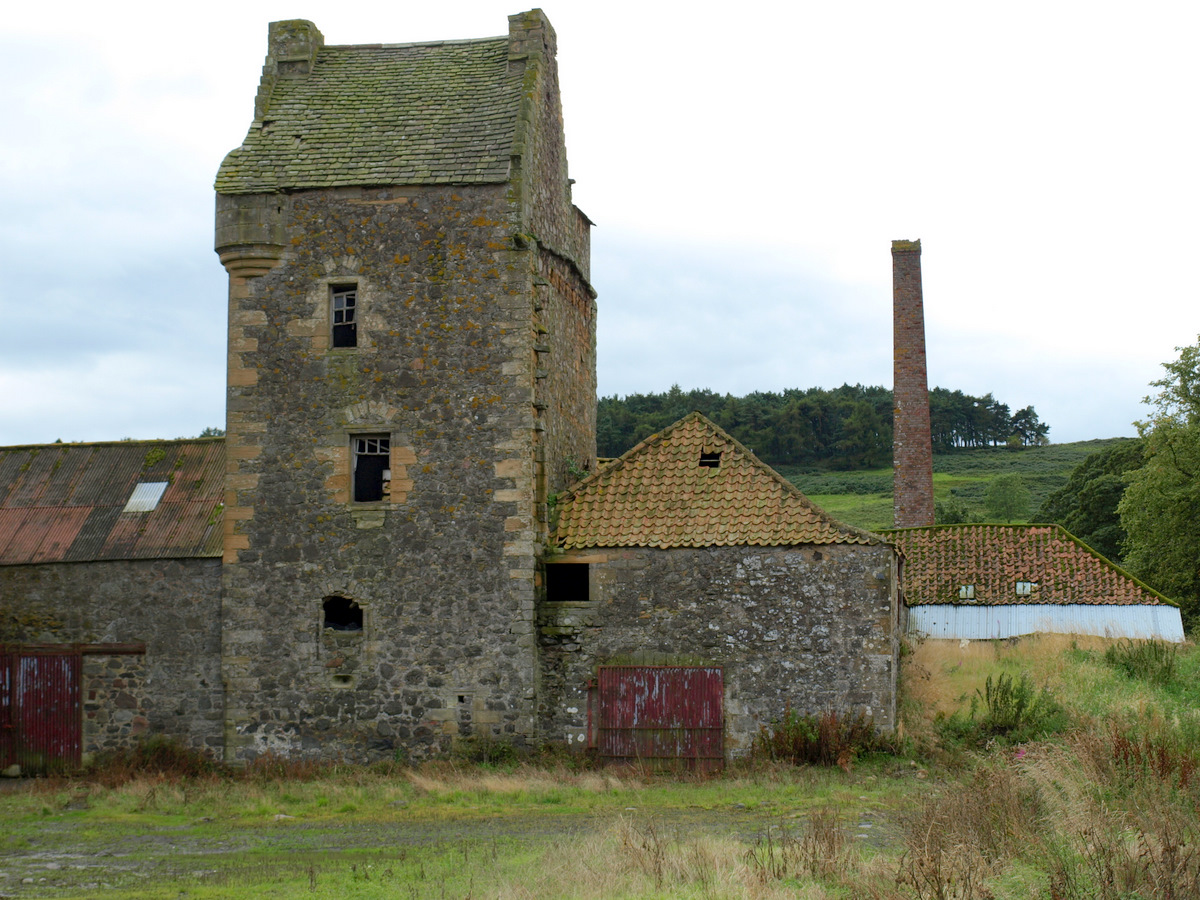
Castelo Collairnie, Escócia.

O Castelo Collairnie (em inglês:  Collairnie Castle) é um castelo localizado em Fife, Escócia.
Encontra-se classificado na categoria "A" do "listed building" desde 18 de junho de 1973.